# Acinophora aurantiaca
Acinophora aurantiaca är en svampart som beskrevs av Raf. 1808. Acinophora aurantiaca ingår i släktet Acinophora, ordningen Agaricales, klassen Agaricomycetes, divisionen basidiesvampar och riket svampar.   Inga underarter finns listade i Catalogue of Life.